# Sebastiano Serlio

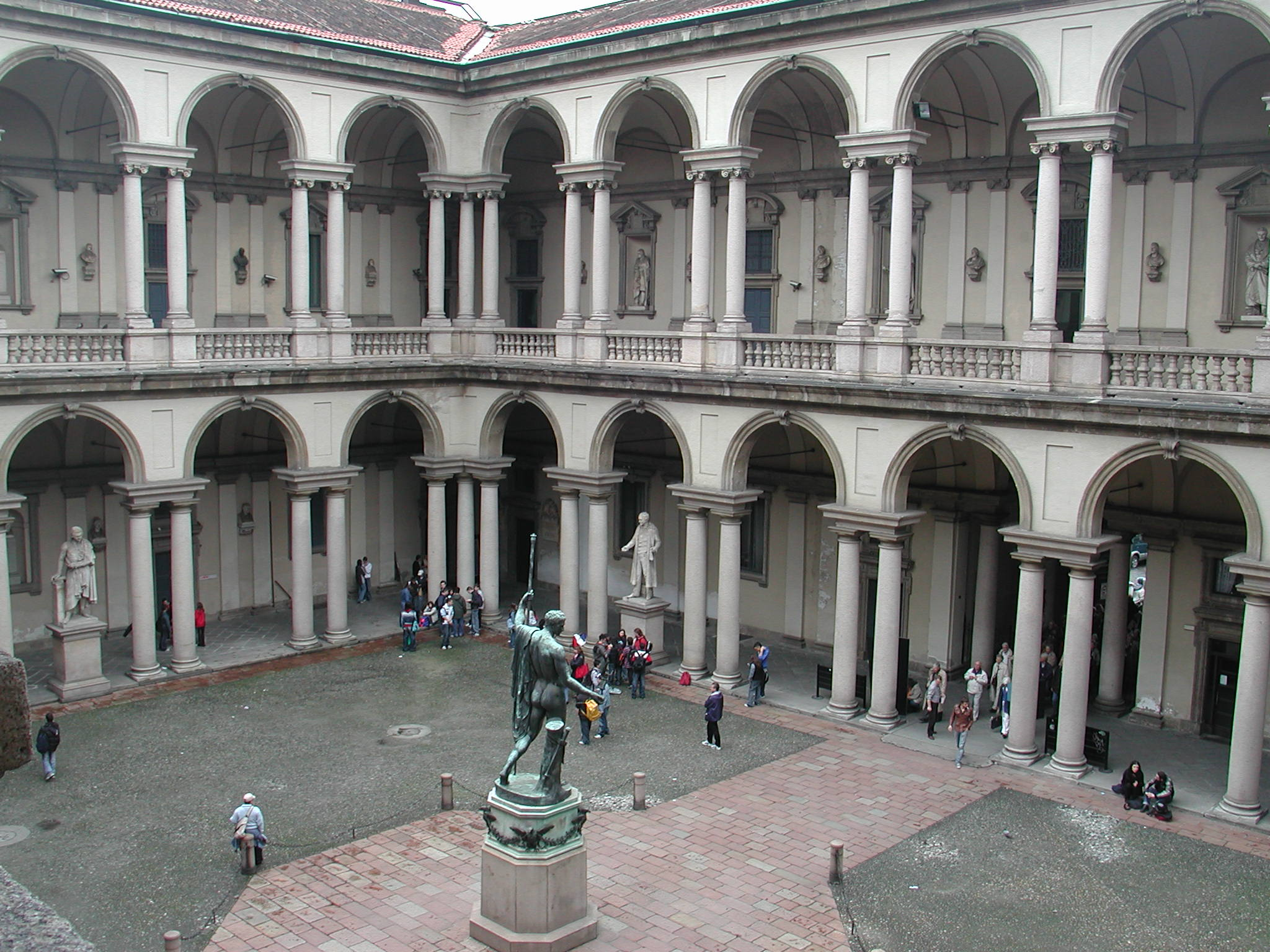
Pinacoteca di Brera in Milaan

Sebastiano Serlio (Bologna, 6 september 1475 – Fontainebleau, 1554) was een Italiaans theoreticus en architect van de late renaissance, die ontwierp in een maniëristische stijl. Hij was een van de Italiaanse kunstenaars en architecten die heeft bijgedragen aan ontwerp en bouw van het Kasteel van Fontainebleau. Serlio is vooral invloedrijk geweest door zijn reeks geschriften over de architectuur. De zogeheten serliana, een Venetiaans (of Palladiaans) raam of poort (zie: afbeelding van de Pinacoteca di Brera in Milaan), dankt zijn naam aan Sebastiano Serlio op grond van de beschrijving die hij ervan gegeven heeft.

## Leven en werk
Serlio groeide op in Bologna waar hij schilderles kreeg van zijn vader. In 1514 vertrok hij naar Rome om architectuur te sturen onder Baldassare Peruzzi die net als hij als kunstschilder was begonnen. Hij bleef daar tot 1527, toen hij moest vluchten vanwege de Plundering van Rome door Spaanse en Duitse soldaten, wat de uitvoering van architectuurprojecten een tijdlang onmogelijk maakte. Van 1527 tot 1540 werkte hij in Venetië, maar hij heeft in de architectuur van de stad weinig sporen nagelaten. Vanaf 1540 was hij werkzaam aan het Franse hof, waar hij door koning Frans I aangesteld werd als adviseur bij de transformatie, de uitbreiding en verfraaiing van het Paleis Fontainebleau.

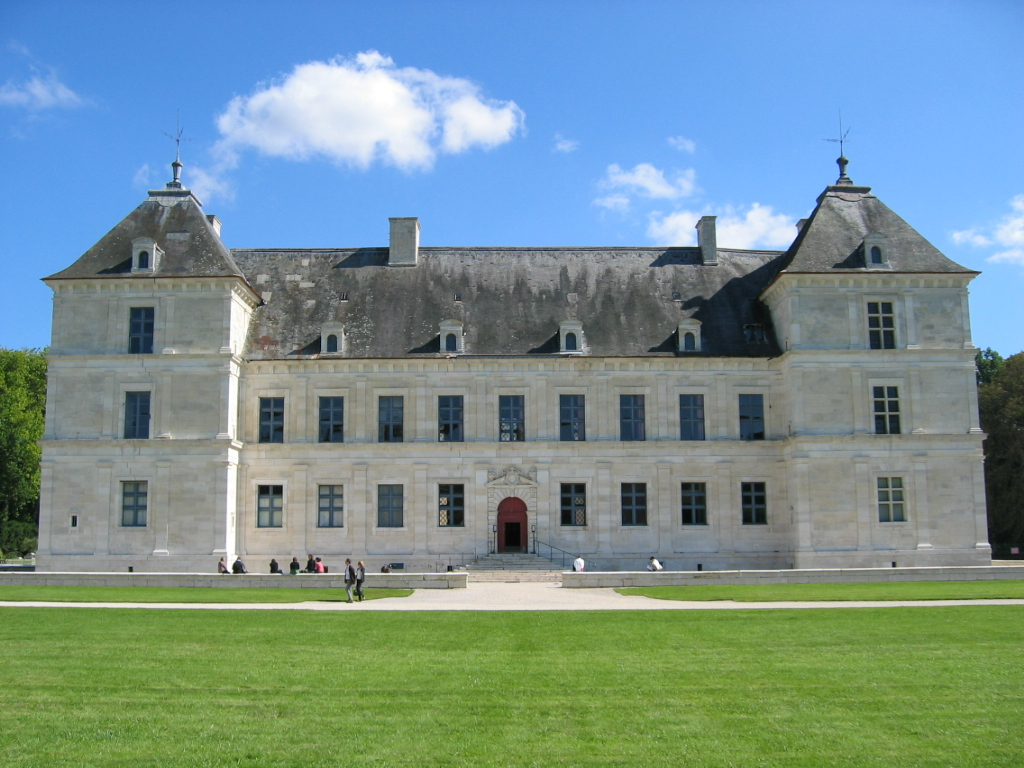
Château d'Ancy-le-Franc

Van Fontainebleau kan slechts een toegangspartij toegeschreven worden aan Serlio. Van de verschillende ontwerpopdrachten die hij zelfstandig uitgevoerd heeft, en waarvan nog iets bewaard is van de originele staat, is het enige Château d'Ancy-le-Franc , gelegen nabij Tonnerre in Bourgondië.
Meerdere delen van zijn reeks geschriften over architectuur verschenen tussen 1537 en zijn dood. Serlio's publicaties trokken de aandacht van Frans I van Frankrijk. Hij werd uitgenodigd om mee te doen met het ontwerp en de bouw van het Kasteel van Fontainebleau.
Sebastiano Serlio heeft nog verschillende andere boeken gepubliceerd, o.a. met houtsneden van bouwkundige (zij)aanzichten. Hij behoort met Giacomo Barozzi da Vignola, Andrea Palladio en Vincenzo Scamozzi tot de groep 16e-eeuwse Italiaanse schrijvers die serieus hebben bijgedragen aan de verspreiding van de bouwkundige ideeën van de renaissance in West-Europa. Hij heeft ook militaire versterkingen ontworpen.
Serlio stierf omstreeks 1554, na zijn laatste jaren vooral in Lyon (Frankrijk) te hebben doorgebracht. Boek 7 van zijn traktaat l'Architettura verscheen postuum, boek 8 is in manuscript bewaard gebleven.
Pieter Coecke van Aelst ( 1502-1550) vertaalde zijn boeken van het Italiaans naar het Nederlands, het Frans en het Duits. Dankzij deze vertalingen die in Antwerpen werden uitgegeven hebben de boeken van
Serlio invloed gehad over heel Europa.

## I sette Libri dell' architettura

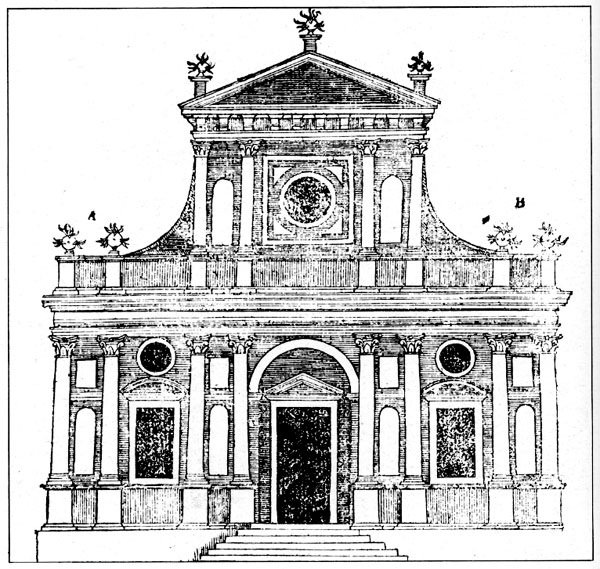
Serlio's model voor een kerkgevel van 1537 dat een voorbeeld werd tot in de 18e eeuw

Oorspronkelijk wilde Sebastiano Serlio een Sette Libri d'architettura (reeks werken over architectuur) schrijven in zeven delen:
- I – Geometrie
- II – Perspectief
- III – Voorbeelden van antieke Romeinse architectuur
- IV – Algemene regels van de bouwkunst
- V – Tempelbouw
- VI – Woonhuizen voor alle bevolkingslagen, van boer tot koning
- VII – Architectonische aanwijzingen (bijzondere omstandigheden, plattegrond, toepassing van bouwmaterialen) en renovaties

Van dit oorspronkelijke plan zijn achtereenvolgens de delen IV, III, I, II en V verschenen. Veel illustratiemateriaal was afkomstig van zijn leermeester Peruzzi. Vasari, de bekende schrijver van biografieën van renaissance-kunstenaars, heeft hem om die reden ook wel van plagiaat beschuldigd. Van deze beschuldiging schijnt bij nader onderzoek niet veel stand te houden. Manuscripten van Serlio's Boek VI worden bewaard in Avery Architectural Library, Columbia University. Het eerste deel van zijn hoofdwerk over de bouwkunst verscheen in 1537 in Venetië onder de titel Regole generali d'architettura (Algemene regels van de bouwkunst).
Serlio beschreef o.a. als eerste een nieuwe manier om kerken te ontwerpen met een hoog gewelfd kerkschip, geflankeerd door lager gelegen zijbeuken. Het idee was niet van hem afkomstig, maar het heeft wel mede door zijn publicaties ruime bekendheid gekregen. De eerste kerk met deze kenmerken was de Santa Maria Novella in Florence (ca. 1458) van Leon Battista Alberti.
Serlio was een pionier in het verlevendigen van de tekst met illustraties van hoge kwaliteit. Zijn werk werd in 1539 vertaald in het Nederlands door Pieter Coecke van Aelst. Diens leerling Hans Vredeman de Vries heeft een belangrijke rol gespeeld in de verdere verspreiding van Serlio's renaissancistische ideeën ten noorden van de Alpen. Een Engelse editie op basis van de Nederlandse vertaling van Coecke van Aelst verscheen te Londen in 1611 onder de titel The Five Books of Architecture.

### Het belang van goede architectuur
Het feit dat Serlio zich wijdde aan de studie en het definiëren van goede regels voor de architectuur en deze neerschreef in een toegankelijk traktaat impliceert dat hij ook vond dat deze goede architectuur belang had. Heel veel wordt daarover niet gezegd in zijn traktaat, maar we kunnen wel uit enkele citaten en de manier waarop de themaʼs behandeld worden, enkele gedachten afleiden.
"Bodies which are more perfect have more power than bodies which are less perfect. It is the same with mankind. The closer man gets to the mind of God, which is perfection itself, the more goodness he has in himself."
Serlio zegt dus dat hoe perfecter iets is, hoe dichter dat bij God staat. Hoe dichter een mens deze perfectie zal naderen, hoe beter. Goede architectuur is een manier om de perfectie van God voor te stellen, een ode aan God. Religieuze architectuur is een belangrijk thema in Serlioʼs traktaat, hij wijdde er boek V aan waarin hij de tempels behandelt. Ook in het derde boek over antiquiteiten komt religieuze architectuur uitvoerig aan bod.
"Onlookers feel joy in their hearts, they are delighted and they judge that the owner of the house is entirely noble and of excellent judgment."
Dit citaat uit boek VII toont aan dat Serlio ervan uitgaat dat goede architectuur iedereen beroert. Mensen genieten van het aanschouwen van goede architectuur en bovendien heeft het een heilzaam effect. Het feit dat iemand in een ʻgoedʼ huis woont, toont aan dat deze persoon nobel is en een goede mening en gezond verstand heeft. Iemands woning zegt dus iets over de inwoner. Als mensen dus een woning zien die goed gebouwd is, zien zij dat de bewoner een edel mens is met een goed oordeel; op dezelfde manier getuigt het kerkgebouw van de grootsheid van God. Het is dan ook een morele plicht voor oordeelkundige opdrachtgevers om goed te bouwen. Ook aan het ontwerp van woningen wijdde Serlio een boek, namelijk boek VI. Hoewel hij de goede regels ook toepast in huizen voor de boeren gaat de meeste aandacht toch naar paleizen van de prins en de koning. De koning is dan ook een zeer belangrijke opdrachtgever voor prestigieuze projecten waarmee hij kan uitdrukken wat een groot man en vorst hij is.

### Serlio's invloed
Veel gebouwen door Serlio ontworpen zijn niet bewaard gebleven en hebben geen grote invloed gehad in de architectuurgeschiedenis. Dit ligt anders met zijn theoretisch werk en dan vooral voor zijn architectuurtraktaat Tutte lʼopere dʼarchitettura et prospetiva. Met dit traktaat was Serlio een van de eersten die de regels voor goede architectuur definieerde. Door te schrijven in het Italiaans en op een toegankelijke manier werd zijn architectuurtraktaat door veel architecten na hem gebruikt als een handleiding voor goede architectuur. Bekende architecten die door Serlio zijn beïnvloed zijn onder andere Christopher Wren en John Wood. Serlioʼs bedoeling om de goede regels voor architectuur vast te leggen in een traktaat dat door iedereen gebruikt kon worden, wordt ook duidelijk in de volgende citaten uit boek III en boek IV.
"My whole intention is to teach those who do not know and who think itʼs wothwhile listening to what I say, since it is one thing to imitate the state of ancient things exactly, but to know how to make a choise of the beautiful according to the rules of Vitruvius and reject the ugly and badly conceived is something else."
"Gentle reader, I have formulated some rules concerning architecture on the average person might also be able to grasp it, depending, however, on the greater or lesser extent of their interest in this art."
Ook het consequent gebruik van tekeningen bij de tekst maakt het traktaat beter verstaanbaar. In boek IV behandelt Serlio de zuilenorden. Hij voegt aan de bestaande orden een nieuwe, vijfde orde toe, de composiete orde. Serlio was ook de eerste om het te hebben over problemen of ʻongelukjesʼ waarmee architecten in die tijd geconfronteerd werden, zoals ontwerpen van regelmatige gebouwen op onregelmatige terreinen en hellingen en het veranderen van gotische gevels. Hij wijdde hieraan boek VII van zijn traktaat.

## Architecturale ontwerpen
De gebouwen van Sebastiano Serlio zijn van minder groot belang dan zijn wijdverspreide publicaties. De meeste gebouwen zijn nu onherkenbaar veranderd, afgebroken of maar deels door Serlio ontworpen. Enkel Le Château de Ancy-le-Franc geeft een zeer getrouw beeld van Serlio's initiële ontwerp.
- Château de Fontainebleau, Frankrijk, 1528 – 1548
- L'hôtel du Grand Ferrare, Fontainebleau, Frankrijk, 1542 – 1546
- Palazzo, Rosmarino, Italië, 1542 – 1543
- La Bourse, Lyon, Frankrijk, 1542 – 1543
- Place des Marchands, Lyon, Frankrijk, 1542 – 1543
- Château de Ancy-le-Franc, Frankrijk, 1544 – 1550
- Le Pavillon de l'Officialité, Auxerre, Frankrijk, 1550 – 1552
- Chapelle Saint-Eloi-des-Orfèvres, Parijs, Frankrijk, 1550 – 1552
- Château de Troissereux, Oise, Frankrijk, 1550 – 1552
- Le Portail du Jardin à Fontaine-Chaalis, Oise, Frankrijk, 1550 – 1552